# Unboxing

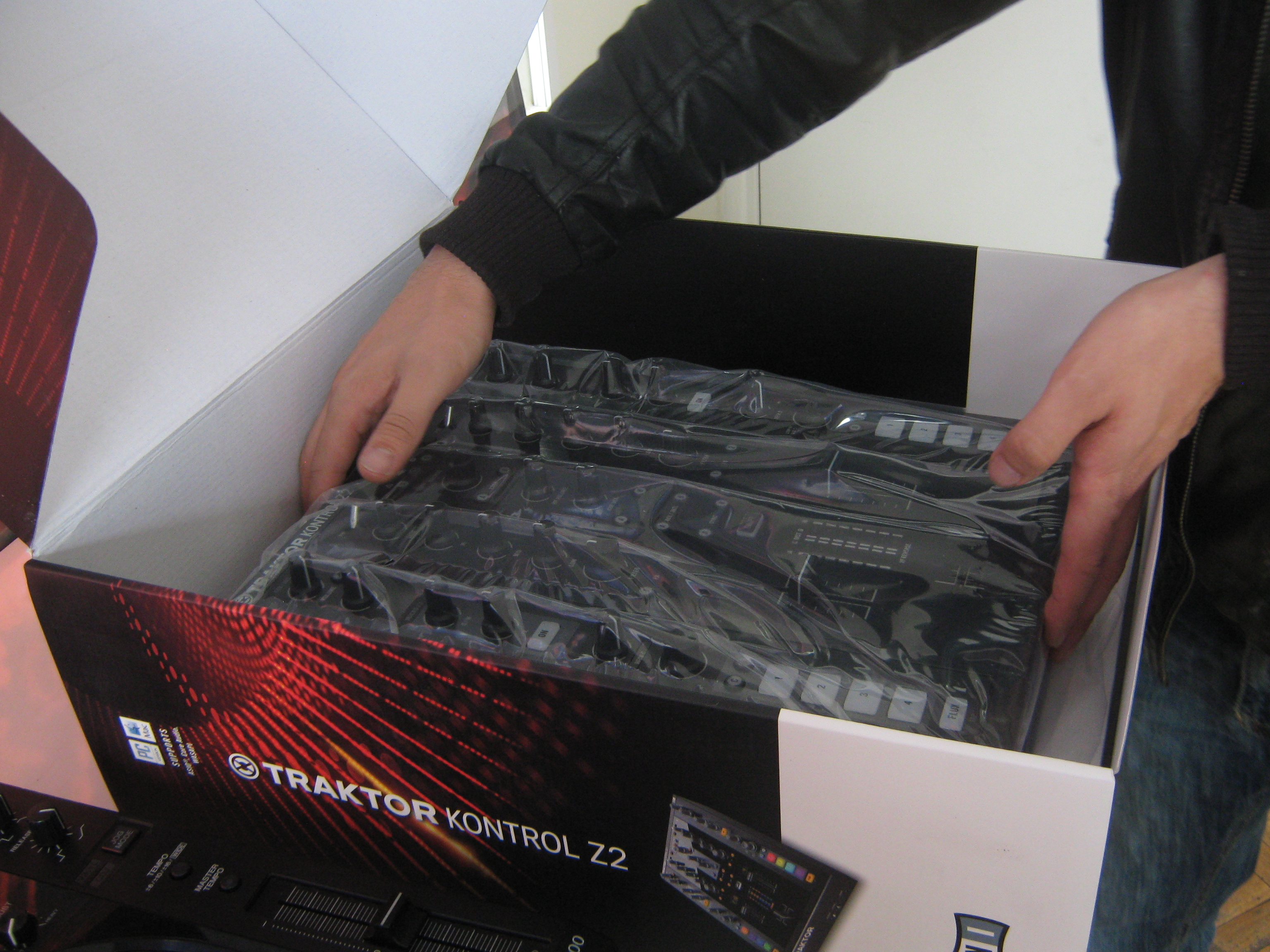
Unboxing elektroniki

Unboxing (dosłownie wyjmowanie z pudełka, odpakowywanie) – rodzaj filmu przedstawiającego rozpakowywanie nowego produktu, często sprzętu elektronicznego, choć czasem także innych rzeczy, w tym kosmetyków, czy po prostu produktów zamówionych przez internet. Popularne jest umieszczanie takich filmów w serwisie YouTube. Choć filmy przedstawiające odpakowywanie przedmiotów powstawały już wcześniej, to pierwszy film zawierający słowo unboxing został umieszczony na YouTube w 2006 roku.